# Zalusa
Zalusa is een ondergeslacht van het geslacht van insecten Dicranomyia binnen de familie steltmuggen (Limoniidae).

## Soort
- D. (Zalusa) falklandica (Enderlein, 1906)